# Bågnäbbval
Bågnäbbval (Mesoplodon carlshubbi) är en näbbval som tillhör släktet Mesoplodon. Ursprungligen antogs den vara en Andrews näbbval när den upptäcktes av iktylogen Carl Hubbs, och den namngavs till hans ära när man upptäckte att det var en ny art. Den här arten har den typiska, bisarra tandbildningen som är gemensam för släktet, men det som är utmärkande för arten är en vit "mössa" på huvudet och väldigt omfattande ärrbildning. Bågnäbbvalen har setts stranda 31 gånger och har möjligen siktats en gång.
IUCN kategoriserar arten globalt som otillräckligt studerad.

## Beskrivning
Kroppen är ganska typisk för en Mesoplodon, förutom att den är mer knubbig ut i utseendet, och kroppen smalnar av vid slutet i en slags sländform. Näbben är av måttlig längd, och underkäken välver sig över nosen, i likhet med Blainvilles näbbval men mindre överdrivet.
Tänderna är ganska stora och sitter överst på käken, och är en aning högre än framdelen (nosen). Efter tänderna sluttar käken ner till att forma en annars typisk näbb. Färgsättningen hos hanar är mörkgrå till svart, med vit undersida, med vita fläckar på näbben (på den svällda melonen), och kroppen har en omfattande ärrbildning som också kan vara vit. Honor och juveniler är ljusare grå ovan och undersidan är vit, och ibland har de även vitt på näbben. De når en längd på 5,4 meter och både hanar och honor väger 1500 kg. När de föds är de runt 2,5 meter långa, den längsta proportionen av någon annan näbbval: 46% av moderns längd.

## Utbredning
Valen lever i norra Stilla havet. I öst sträcker den sig till Japan och i väst går den från British Columbia till Kalifornien. De lever möjligen på öppet hav mellan de två områdena, men inga observationer av arten har gjorts där. Beroende på deras förmodade lilla utbredningsområde kan de vara sällsynta, men inget är säkert känt om hur stor populationen egentligen är.

## Beteende
Lite är känd om deras beteende på grund av de få siktingar som har gjorts (bara en är känd), antagligen rör de sig i små grupper som de andra arterna. På grund av den extrema mängden ärr som finns på vuxna hannar är det troligen mer manlig tävlan jämfört med andra medlemmar av släktet. De antas leva på bläckfisk.

## Bevarande
Arten har stundtals dödats av japanska valfångare och har fångats i drivnät vid Kalifornien. Strandningar i Hawaii har nyligen förekommit, vilket stödjer teorin om att arten habiterar på öppet hav.